# Lyra Valkyria
Aoife Cusack (* 23. Oktober 1996 in Dublin, Irland) ist eine irische Wrestlerin. Sie steht derzeit bei der WWE unter Vertrag, wo sie unter dem Ringnamen Lyra Valkyria bei dem Brand Raw auftritt. Sie war die erste WWE Women’s Intercontinental Champion und ehemalige NXT Women’s Champion.

## Wrestling-Karriere

### Independent-Ligen (2015–2020)
Nachdem sie ein Jahr lang bei Fight Factory Pro Wrestling trainiert hatte, gab Aoife Cusack 2015 ihr Debüt unter dem Ringnamen Valkyrie Cain bei Celtic Championship Wrestling. Sie rang für diverse Independent Promotions und gewann einige Titel.

### World Wrestling Entertainment (seit 2020)
Aoife Cusack unterschrieb am 20. Januar 2020 bei der WWE und nahm den Ringnamen Aoife Valkyrie an. Am 17. Januar 2020 bestritt sie ihr erstes Match bei NXT UK und besiegte Amale. Sie besiegte dann Isla Dawn in der nächsten Nacht am 18. Januar 2020 und besiegte Amale in derselben Nacht erneut. Im Februar 2020 kam Cusack zum ersten Mal in die USA und kämpfe für NXT bei zwei Live Events. Cusack besiegte Aliyah am 14. Februar in Tampa. In der nächsten Nacht verlor sie ein Six-Women-Tag-Team-Match gegen Jessi Kamea, MJ Jenkins und Taynara; sie arbeitete hier mit Mia Yim und Rita Reis zusammen.
Am 24. Oktober 2023 gewann sie die NXT Women’s Championship, hierfür besiegte sie Becky Lynch.
Am 13. Januar 2025 gewann sie die Women’s Intercontinental Championship im Turnierfinale gegen Dakota Kai, womit sie die erste Championess wurde. An der Seite von Becky Lynch besiegte sie bei WrestleMania 41 Liv Morgan und Raquel Rodriguez und wurde dadurch auch Tag Team Champion. Bereits am nächsten Tag mussten sie die Gürtel wieder zurückgeben. Nach dem verlorenen Kampf wurde Cusack von Becky Lynch attackiert. Dies führte zu einem Match der beiden bei Backlash, dass Cusack für sich entscheiden konnte. Dabei zog sie sich einen Nasenbruch zu. 
Das Rückmatch bei Money in the Bank verlor Cusack, weswegen sie ihren Titel an Lynch abgeben musste. Auch beim Summerslam 2025 konnte sie in einem Streetfight-Match gegen Lynch nicht gewinnen.   

## Titel und Auszeichnungen
- Pro-Wrestling: EVE
  - Pro-Wrestling: EVE Tag Team Championship (1×) mit Debbie Keitel

- Pro Wrestling Ulster
  - PWU Women’s Championship (1×)

- Over the Top Wrestling
  - OTT Women’s Championship (1×)

- Zero1 Ireland/Fight Factory Pro Wrestling
  - Irish Junior Heavyweight Championship (1×)

- World Wrestling Entertainment
  - WWE Women’s Intercontinental Championship (1×)
  - NXT Women’s Championship (1×)
  - Womens Tag Team Championship (1×)